# Wasla

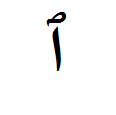
Wasla auf Alif bildet das sogenannte Verbindungsalif in vokalisierten Texten ab

Wasla (arabisch وَصْلَة, DMG waṣla ‚Fall des Verbindens‘, Nomen vicis zum Verb وَصَلَ waṣala ‚verbinden‘) ist ein optionales Schriftzeichen (Taschkīl) der arabischen Schrift, das am Wortanfang über Alif das Verbindungshamza (هَمْزَةُ ٱلْوَصْلِ, DMG hamzatu 'l-waṣli, DIN hamzat al-waṣl) kennzeichnen kann.

## Verbindungshamza
Beginnt ein Wort mit Alif und Vokal, so beinhaltet dies im Anlaut einen Glottisschlag (Hamza-Laut; vgl. im Deutschen auch den Laut zwischen e und a in beachte [bəˈʔaxtə]). Im Arabischen kann es sich dabei um ein festes bzw. Trennungshamza (هَمْزَةُ ٱلْقَطْع hamzatu 'l-qaṭʿ) oder um ein bedingtes bzw. Verbindungshamza (هَمْزَةُ ٱلْوَصْلِ hamzatu 'l-waṣli) handeln. Während das feste Hamza in Wörtern wie أَمَل / amal / ‚Hoffnung‘ oder إِخْبَار / iḫbār / ‚Bericht‘ stets erhalten bleibt, tritt das bedingte Hamza nur nach einer Pause auf; wenn ein Vokal vorangeht, fällt es samt seinem Vokal aus (vgl. externer Sandhi). Der Endvokal des vorhergehenden Wortes schließt dann direkt an den nachstehenden Konsonanten an, verbindet also beide Wörter. Das Alif mit bedingtem Hamza wird Verbindungsalif (أَلِفُ ٱلْوَصْلِ alifu 'l-waṣli) genannt.
Das Verbindungshamza tritt in folgenden Fällen auf:
1. beim Artikel الـ / al- (Beispiel in Schreibung mit Wasla: ٱلْكِتَاب / al-ki·tāb / ‚das Buch‘ → وَٱلْكِتَاب / wa͜-'l-ki·tāb / ‚und das Buch‘)
2. beim Imperativ des Grundstamms (Beispiel in Schreibung ohne Wasla: اُكْتُبْ / uk·tub / ‚schreib!‘ → قَالَ اكْتُبْ / qā·la͜ k·tub / ‚er sagte: schreib!‘)
3. bei Perfekt, Imperativ und Verbalsubstantiv der Verbstämme VII bis XV, ferner der Verbstämme III und IV des vierradikaligen Verbs
4. bei folgenden acht Wörtern:

- اِسْم / ism / ‚Name‘ ; اِسْت / ist / ‚Gesäß‘
- اِبْن / ibn / ‚Sohn‘ , اِبْنَة / ibna / ‚Tochter‘
- اِمْرُؤ / imruʾ / ‚Mann‘ , اِمْرَأَة / imraʾa / ‚Frau‘
- اِثْنَان / iṯnān , feminin اِثْنَتَان / iṯnatān / ‚zwei‘

Es gelten folgende Besonderheiten:
- Endet das Wort vor dem Verbindungshamza mit einem Konsonanten, ist ein „prothetischer“ Hilfsvokal erforderlich.[3] Dieser ist meist ein kurzes i. Beispiel: مِنِ ٱبْنِهِ / mi·ni͜ b·ni·hī / ‚von seinem Sohn‘ (nicht min)
- Endet das Wort vor dem Verbindungshamza mit einem Langvokal, so ist dieser kurz zu sprechen,[4] damit durch das Verschmelzen der Wörter in der Aussprache keine überlange Silbe entsteht. Beispiel: فِي ٱلْبَيْتِ / fi͜ 'l-bai·ti / ‚im/ins Haus‘ (nicht fī)

## Schreibung
Das Verbindungshamza wird unvokalisiert als schlichtes Alif (ا) geschrieben. Im vokalisierten Text gibt es für die Schreibung mehrere Möglichkeiten.
- Zum einen gibt es die Möglichkeit, zwischen Bestehen und Ausfall von Hamza-Laut samt Vokal zu unterscheiden. Hamza-Laut und Vokal werden dann zumeist als Alif mit Vokal, aber ohne Hamza-Zeichen (اَ اُ اِ), ihr Ausfall als schlichtes Alif geschrieben (ا). Vorteil: im erstgenannten Fall bleibt die Vokalqualität ersichtlich.
- Daneben besteht die insgesamt eher selten, aber etwa in Koranausgaben genutzte Möglichkeit der einheitlichen Schreibung durch Alif mit Wasla (ٱ). Vorteil: In Fällen wie وَٱلـ ist die bei وَالـ mögliche, aber im Kontext von Verbindungshamza falsche Lesart wāl ausgeschlossen. Das Zeichen Wasla ist aus ص für صِلَة / ṣila / ‚Verbindung‘ entstanden.
- Ferner gibt es weitere Möglichkeiten, insbesondere im Zusammenhang mit verschiedenen Lesarten des Korans.[5]

In einigen Fällen der Verbindung entfällt nicht nur der Hamza-Laut mit seinem Vokal in der Aussprache, sondern auch das Verbindungsalif in der Schreibung, nämlich:
- bei Verbindung der Präposition لِـ / li- oder der Partikel لَـ / la- mit dem Artikel الـ / al-. Beginnt das folgende Nomen mit ل, wird auch das ل des Artikels nicht geschrieben, z. B. لِلّٰهِ / li-llāhi / ‚für Gott‘.
- bei ابن ‚Sohn‘ → بن und ابنة ‚Tochter‘ → بنة , wenn sie in einer genealogischen Aufzählung erscheinen (vgl. Nasab)
- bei dem Wort اسم in der Formel بِسْمِ ٱللّٰهِ / bi-smi 'l-lāhi / ‚im Namen Gottes‘

## Umschrift
In der DMG-Umschrift kann der Vokalausfall durch Apostroph wiedergegeben werden; in der DIN-Umschrift geschieht dies nur beim Artikel.
Beispiel: fi 'l-bait
Nach ISO/R 233:1961 wurde der ausfallende Vokal mit Breve versehen.
Beispiel: fī ăl-bayt

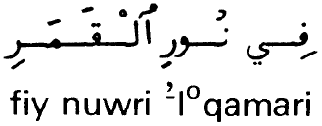
Alif-Wasla-Transliteration (vor dem Buchstaben „l“) laut Beispielangabe in ISO 233:1984

Aussehen von Alif-Wasla-Transliterationen in MS Word (Version Juli 2025) mit folgenden Unicode-Zeichenkombinationen: 02BC+0304, 02BE+0304, 02BC+0331, 02BE+0331, 02BE+0335, 002D+0313 jeweils vor dem Buchstaben „l“.
Schriftart oben Times New Roman aus Windows 10, unten Gentium Version 7.000.

Eine echte Umschrift der Alif-Wasla-Kombination sieht nur die strenge Transliteration nach ISO 233:1984 vor, und zwar als Kurzstrich mit mittig übergesetztem Komma. (Die Normfassung von 1984 gibt die Umschriftzeichen nur bildlich wieder, ohne die lateinischen Schriftzeichen oder deren Codepunkte zu nennen.) Eine gängige Darstellungsweise in Unicode ist die Zeichenkombination ʾ̱  (U+02BE modifier letter right half ring + U+0331 combining macron below), wobei der rechte Halbkreis für Alif und der Unterstrichakzent für Wasla steht.
Beispiel: fiy ʾ̵ l°bay°ti
Da diese Zeichenkombination (mit Stand Mitte 2025) in vielen Schriftarten nur unbefriedigend dargestellt wird, wird gelegentlich als Alternative die Zeichenfolge ʾ̵  (Unicode: U+02BE modifier letter right half ring + U+0335 combining short stroke overlay) verwendet.
Beispiel: fiy ʾ̵l°bay°ti
Im mit Stand Mitte 2025 aktuellen Entwurf einer Überarbeitung der ISO 233 wird die Alif-Wasla-Kombination mit der Zeichenkombination -̓ (Unicode: Kurzstrich U+002D hyphen-minus + mittig übergestelltes Komma U+0313 combining comma above) transliteriert. (Dabei wird das übergestellte Komma mit Stand Mitte 2025 in vielen Schriftarten nicht korrekt mittig über dem Kurzstrich, sondern nach rechts versetzt dargestellt.)
Beispiel: fiy -̓l̊baẙti (Sukūn hier gemäß dem Normentwurf korrekt mit übergestelltem Ringakzent U+030A transliteriert)
Die vereinfachte Umschrift nach ISO 233-2:1993 und die ALA-LC-Umschrift lassen Vokalausfall bzw. Wasla-Zeichen unberücksichtigt, schreiben also den ggf. ausfallenden Vokal immer.
Beispiel: fī al-bayt
Hamza am Wortanfang wird in den meisten Umschriftsystemen nicht wiedergegeben (Ausnahme: strenge Transliteration nach ISO 233:1984), weil ein Vokal am Wortanfang ohnehin einen Glottisschlag mit sich bringt. In einigen Wörterbüchern wie dem bekannten von Hans Wehr jedoch wird das Trennungshamza als ʾ geschrieben, während das Verbindungshamza unberücksichtigt bleibt; das Fehlen des Umschrift-Hamza bei Vokal am Wortanfang zeigt also das Verbindungshamza an.

## Wasla in Unicode
Wasla ist in Verbindung mit Alif als eigenes Zeichen kodifiziert, gehört jedoch in einigen Schriftarten nicht zum Zeicheninventar.
| Unicode Codepoint | U+0671            | U+FB50                                 | U+FB51                              |
| Unicode-Name      | ARABIC ALEF WASLA | ARABIC LETTER ALEF WASLA ISOLATED FORM | ARABIC LETTER ALEF WASLA FINAL FORM |
| HTML              | &#1649;           | &#64336;                               | &#64337;                            |
| ISO 8859-6        | nicht vorhanden   | nicht vorhanden                        | nicht vorhanden                     |

Stand: Unicode 13.0 (2020)